# 特奧菲盧斯 (國王)

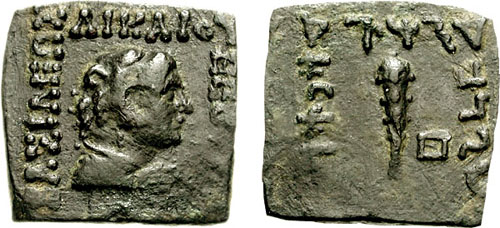
特奧菲盧斯的錢幣，上有特奧菲盧斯肖像和海克力斯的木棒。

特奧菲盧斯（公正者），是印度-希臘王國國王，他短暫統治過帕洛帕米薩達一帶。他很可能是祖羅斯一世的親屬，目前只能從錢幣考古上得知特奧菲盧斯的一切。另外，在巴克特里亞有一些同樣署名為特奧菲盧斯的錢幣，很可能是另外一個同名同期的君主，但有爭論。
關於特奧菲盧斯的統治年代，學者Bopearachchi認為應在前90年左右，而學者R.C. Senior則把特奧菲盧斯置於前130年間，這兩位學者一致認為特奧菲盧斯與尼西亞斯大致上同個年代。

## 特奧菲盧斯的錢幣
就像祖羅斯一世一樣，特奧菲盧斯在他的印度銀幣上有著海克力斯的木棒，海克力斯是歐西德莫斯王朝很常見的象徵。他的稱號是希臘語的「公正者」，巴利語「法的擁護者」。錢幣上的花押字大部分與尼西亞斯相同。

## 是否有一個巴克特里亞國王特奧菲盧斯?
然而，在巴克特里亞發現一款截然不同的錢幣，這種錢幣數量稀少，阿提卡標準，署名同樣是特奧菲盧斯。錢幣反面是女神雅典娜和尼刻，稱號是另一個完全不同的稱號Autokrator，「統領」，錢幣上也使用不同的花押字。這些現象在印度-希臘人的錢幣中很少發生，而學者們多認為這些屬於同一個君主特奧菲盧斯，學者Bopearachchi指出，必須認知到這兩種錢幣的肖像相似，且對頭帶有相同的刻畫處理法。
但學者Jakobsson不同意這個觀點，並反對印度-希臘國王特奧菲盧斯為了境外巴克特里亞流通他另一款錢幣，如果要境外要流通，特奧菲盧斯會使用國內、境外都相同的錢幣。他認為稱號「統領」的錢幣不是為了境外流通才製作，而是屬於另一個同名的巴克特里亞國王特奧菲盧斯所有。Jakobsson認為存在一個短暫的巴克特里亞青年王公特奧菲盧斯，在遊牧民族入侵時，他還統治巴克特里亞的一部份。